# جورج براينت (ممثل)
جورج براينت (بالإنجليزية: George Bryant)‏ هو ممثل أسترالي، ولد في 1862، وتوفي في 26 نوفمبر 1943.

## وصلات خارجية
- جورج براينت على موقع IMDb (الإنجليزية)
- جورج براينت على موقع قاعدة بيانات الفيلم (الإنجليزية)